# Maternal Instinct (Zvezdna vrata SG-1)
Maternal Instinct je naslov epizode znanstveno-fantastične serije Zvezdna vrata, v kateri v štab SG prispe Bra'tac in prosi za zdravniško pomoč. Spremlja ga njegov izmučeni Jaffa vajenec. Bra'tac pove, da je Apophis napadel njegov planet Chulak, s katerega prihaja tudi Teal'c. Po njegovih besedah je Apophis nekaj iskal in Daniel sklepa, da je ta ‘nekaj’ Apophisov in Sha'rejin sin Harsesis. Harsesis poseduje znanje Goa'uldov. Če bi padel v napačne roke, bi to lahko pomenilo konec Goa'uldov.